# Préri

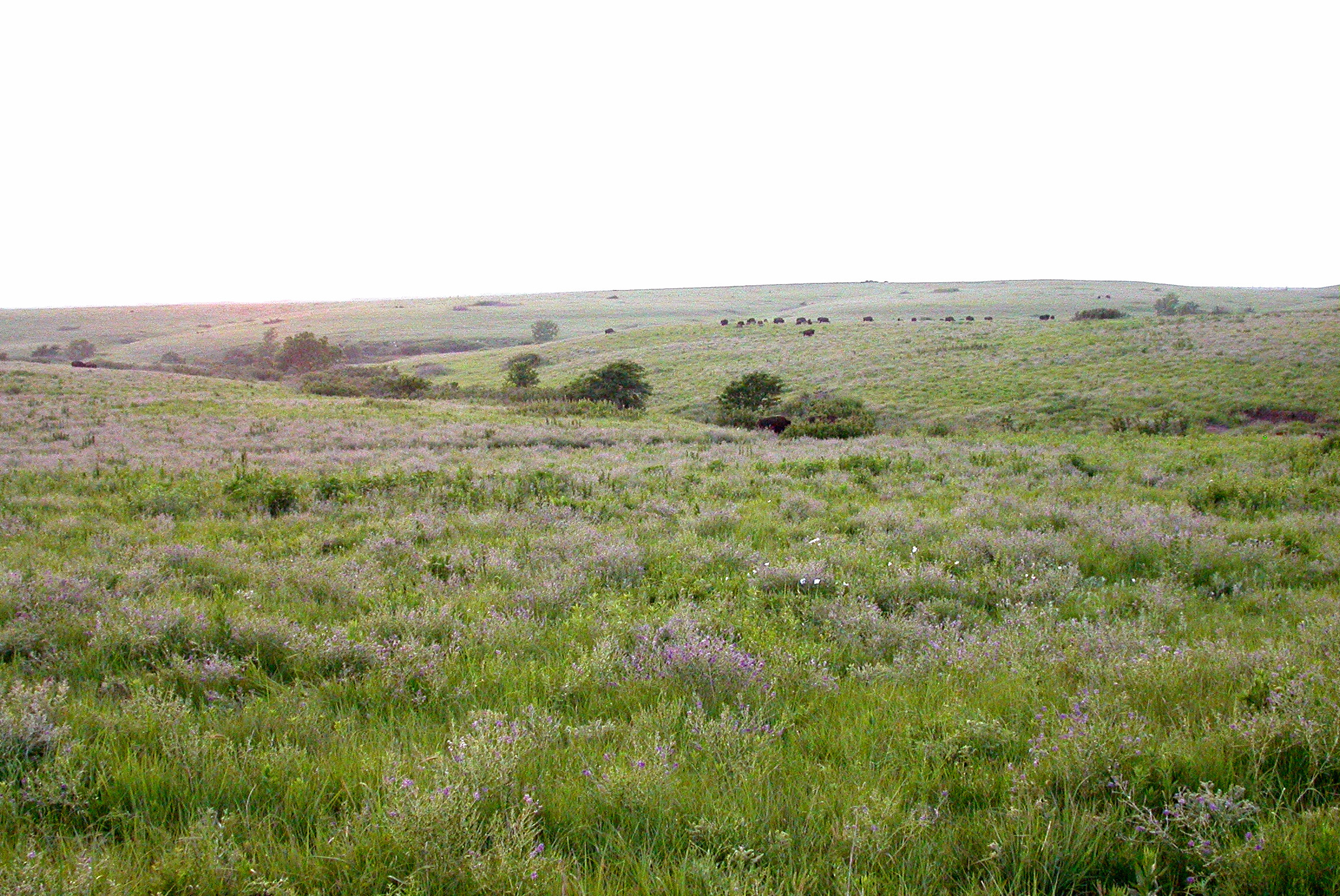
Préri a Kansas állambeli Manhattanben

A préri az Észak-Amerikában található füves puszták elnevezése. A francia prairie (rét, füves terület, legelő) szóból ered. Leginkább olyan sík területet értünk alatta, amit nagyrészt fűfélék és más lágyszárú növények borítanak, fás szárú növény egyáltalán nem vagy csak néhány található rajta.
Eurázsiában sztyepp, Afrikában, Ausztráliában Dél- és Közép-Amerikában és Dél-Ázsiában szavanna, továbbá Dél-Amerika mérsékelt övi területein pampa a hasonló típusú területek neve.